# Bienal de París
La Bienal de París (francés: Biennale de Paris) es un evento de Arte contemporáneo desarrollado en la ciudad de Paris.
La 'Biennale de París' fue creada por Raymond Cogniat en el año 1959 e implantada por André Malraux cuando era Ministro de Cultura de Francia con el fin de incluir a París en el circuito del arte contemporáneo internacional. 

## Comisarios, historiadores de arte, teóricos y críticos de arte
Desde 1959. Importantes historiadores del arte, teóricos y críticos como:
- Catherine Mijo
- Alfred Pacquement
- Jean-Marc Poinsot
- Daniel Abadie
- Lucy R. Lippard
- Gérald Gassiot-Talabot
- Pierre Restany
- Pierre Courcelles
- Paul Ardenne
- Stephen Wright
- Francesco Masci
- Brian Holmes
- Elisabeth Lebovici

## Artistas
De 1959 a 2008. La Bienal de París ha presentado la obra de artistas como:
- Karen Andreassian
- Horst Antes
- John M. Armleder
- La Bergerie
- Joseph Beuys
- Gary Bigot
- Alighiero Boetti
- Cristiano Boltanski
- Thierry Boutonnier
- Winston Rama
- Florian Brochec
- Bernard Brunon
- Daniel Buren
- Ian Quemadura
- Michel Chevalier
- Christo
- Olivier Darné
- Sérgio de Camargo
- Francois Cubierta
- Bernard Delville
- Marcel Duchamp
- Sabine Falk
- Jean-Baptiste Farkas
- Dominic Gagnon
- Gilbert y George
- Rolf Glasmeier
- Dan Graham
- Johannes Heisig
- Yves Klein
- Jean Tinguely
- Joseph Kosuth
- Karine Lebrun
- André Éric Létourneau
- Gordon Matta-Clark
- Ricardo Mbarkho
- Mario Merz
- Jan Middlebos
- Nam June Paik
- Rodolfo Nieto
- Giulio Paolini
- Pablo Picasso
- Michelangelo Pistoletto
- Hubert Renard
- Paul Robert
- Nana Petzet
- Richard Serra
- Robert Smithson
- Cosey Fanni Tutti
- Niele Toroni
- Liliane Viala
- Lobo Vostell
- Lawrence Weiner
- Ans Wortel
- Paratene Matchitt
- Yasuo Mizui
- Alberto Gironella[1]

- Bienal de París. Sitio Web Oficial
- París Biennale (Francia) | Fundación Bienal